# Zographus cingulatus
Zographus cingulatus là một loài bọ cánh cứng trong họ Cerambycidae.